# Cantone di Brou
Il Cantone di Brou è una divisione amministrativa dell'arrondissement di Châteaudun. e dell'arrondissement di Nogent-le-Rotrou.
A seguito della riforma approvata con decreto del 24 febbraio 2014, che ha avuto attuazione dopo le elezioni dipartimentali del 2015, è passato da 11 a 40 comuni.

## Composizione
Gli 11 comuni facenti parte prima della riforma del 2014 erano:
- Brou
- Bullou
- Dampierre-sous-Brou
- Dangeau
- Gohory
- Mézières-au-Perche
- Mottereau
- Saint-Avit-les-Guespières
- Unverre
- Vieuvicq
- Yèvres

Dal 2015 i comuni appartenenti al cantone sono i seguenti 40:
- Arrou
- Les Autels-Villevillon
- Autheuil
- Authon-du-Perche
- La Bazoche-Gouet
- Beaumont-les-Autels
- Béthonvilliers
- Boisgasson
- Brou
- Bullou
- Chapelle-Guillaume
- Chapelle-Royale
- Charbonnières
- Charray
- Châtillon-en-Dunois
- Cloyes-sur-le-Loir
- Coudray-au-Perche
- Courtalain
- Dampierre-sous-Brou
- Douy
- Les Étilleux
- La Ferté-Villeneuil
- Frazé
- Gohory
- Langey
- Luigny
- Le Mée
- Mézières-au-Perche
- Miermaigne
- Montigny-le-Chartif
- Montigny-le-Gannelon
- Mottereau
- Moulhard
- Romilly-sur-Aigre
- Saint-Bomer
- Saint-Hilaire-sur-Yerre
- Saint-Pellerin
- Soizé
- Unverre
- Yèvres